# Katarina Taikon
Katarina Taikon-Langhammer (ur. 29 lipca 1932 w Närke, zm. 30 grudnia 1995 w Hälsingland) – szwedzka działaczka na rzecz równouprawnienia Romów, lider ruchu na rzecz praw obywatelskich, pisarka literatury dla dzieci i młodzieży i aktorka pochodzenia romskiego z kasty Kalderaszów. Jest siostrą Rosy Taikon.

## Życiorys
W czasach dzieciństwa Katariny Taikon, Romowie w Szwecji przebywali w obozach i musieli często się przemieszczać, co utrudniało dzieciom zdobycie jakiejkolwiek edukacji szkolnej. Taikon nauczyła się czytać i pisać dopiero jako nastolatka.
Taikon poświęciła swoje życie poprawie warunków życia Romów w Szwecji i na całym świecie. Dzięki jej pracy, debatowaniu, pisaniu i rozmowom ze szwedzkimi władzami, Romowie uzyskali takie samo prawo do mieszkania i edukacji, jak pozostali Szwedzi. W 1953 roku zniesiono zakaz imigracji Romów z 1914 roku. Doprowadziło to do tego, że inni Romowie szukali schronienia w Szwecji, a populacja, początkowo wynosząca poniżej tysiąca osób, wzrosła.

## Filmografia
- 1948 – Uppbrott
- 1949 – Singoalla
- 1950 – Motorkavaljerer
- 1951 – Tull-Bom
- 1953 – Marianne
- 1953 – Åsa-Nisse på semester
- 1956 – Sceningång
- 2015 – Taikon